# David Rimmer
David Rimmer (20. ledna 1942, Vancouver, Britská Kolumbie, Kanada – 27. ledna 2023) byl kanadský experimentální filmový režisér. Vystudoval ekonomii a matematiku na University of British Columbia. V roce 2011 získal cenu Governor General's Awards in Visual and Media Arts.

## Filmografie
- Knowplace (spolurežie Sylvia Spring a Bob Herbison, 1967)
- Head/End (1967)
- Square Inch Field (1968)
- Migration (1969)
- Landscape (1969)
- Surfacing on the Thames (1970)
- Variations on a Cellophane Wrapper (1970)
- Blue Movie (1970)
- The Dance (1970)
- Forest Industry (Feature length, 1970)
- Treefall (1970)
- Seashore (1971)
- Real Italian Pizza (1971)
- Watching for the Queen (1973)
- Fracture (1973)
- Canadian Pacific (1974)
- Canadian Pacific II (1975)
- Al Neil: A Portrait (1979)
- Narrows Inlet (1980)
- Shades of Red (spolurežie Paula Ross, 1982)
- Bricolage (1984)
- Sisyphus (1984)
- Along the Road to Altamira (1986)
- As Seen on TV (1986)
- Roadshow (1988)
- Divine Mannequin (1989)
- Black Cat, White Cat It's a Good Cat if it Catches the Mouse (1989)
- Beaubourg Boogie-Woogie (1992)
- Local Knowledge (1992)
- Perestroyka (1992)
- Tiger (1994)
- Under the Lizards (Feature length, 1994) (také jako Pod Jaszczurami)
- Codes of Conduct (1997)
- Jack Wise - Language of the Brush (1998)
- Traces of Emily Carr (1999)
- Early Hand-Painted (Series of 10 shorts, 2002)
- An Eye for an Eye (2003)
- Gathering Storm (2003)
- On the Road to Kandahar (2003)
- Padayatra: Walking Meditation (2005)
- Digital Psyche (2007)
- Collective (2008)